# Caridina
Caridina ist die artenreichste Gattung aus der Familie der Süßwassergarnelen (Atyidae), über 260 Arten sind bekannt. Typusart ist Caridina typus. Diese Gruppe kleinwüchsiger Garnelen ist äußerst vielschichtig und bereits 1925 versuchte Eugène Louis Bouvier sie anhand morphologischer Merkmale in einzelne Gruppen zu untergliedern. Diese Einteilung wird zwar gelegentlich noch verwendet, ihre Gültigkeit hat aber nur noch teilweise Bestand. Die Zuordnung einzelner Arten wird außerdem dadurch erschwert, dass einige ältere Artbeschreibungen unvollständig oder interpretierbar sind. In der Folge gilt die Systematik dieser Gattung als revisionsbedürftig und eine zukünftige Neugliederung ist wahrscheinlich. Nach genetischen Daten ist die Gattung polyphyletisch.

## Systematik
- Hummelgarnele (Caridina breviata)
- Caridina brevicarpalis
- Caridina cantonesis
- Kardinalsgarnele (Caridina dennerli)
- Fernandos Rückenstrichgarnele (Caridina fernandoi)
- Rote Nashorngarnele (Caridina gracilirostris)
- Bienengarnele (Caridina logemanni)
- Tigergarnele (Caridina mariae)
- Yamatonuma-Garnele, Amano-Garnele (Caridina multidentata)
- Rotschwanzgarnele (Caridina nanaoensis)
- Sulawesi-Inlandsgarnele (Caridina pareparensis)
- Serrata-Zwerggarnele (Caridina serrata)
- Ninja-Garnele (Caridina serratirostris)
- Sri Lanka-Zwerggarnele (Caridina simoni)
- Orange Celebes Garnele (Caridina thambipillai)
- Caridina typus
- Burma-Rotschwanzgarnele (Caridina williamsi)

Einige Arten werden zwar kommerziell gehandelt und gezüchtet, dennoch ist ihr systematischer Status unklar. So wird z. B. die als Grüne Zwerggarnele (Caridina cf. babaulti) gehandelte „Art“ in die Nähe von Caridina babaulti gestellt.

## Handel
Caridina-Arten haben in den letzten Jahren in der Aquaristik an Bedeutung gewonnen. Im Zoofachhandel werden mittlerweile eine Reihe von Arten und Zuchtformen angeboten. Die im Handel verwendeten Bezeichnungen lassen aber nicht in jedem Fall Rückschlüsse auf die tatsächliche Artzugehörigkeit der angebotenen Exemplare zu.